# Bubo cinerascens
El búho vermiculado o búho ceniciento (Bubo cinerascens) es una especie bastante grande de búho del norte del África subsahariana.

## Taxonomía
Está estrechamente emparentado con el búho manchado, y en ocasiones se le considera una subespecie norteña del mismo (Bubo africanus cinerascens). Sin embargo, estas dos especies presentan diferencias en coloración y plumaje; además en aquellas zonas de Kenia y Uganda donde ambas especies coinciden no parece que se crucen entre sí. Se ha sugerido que una forma pálida de este búho presente en Chad forme la subespecie kollmannspergeri pero probablemente se trate sólo de una variación de color y, por tanto, no se reconocen subespecies.

## Descripción
Alcanza unos 43 cm de media y un peso de unos 500 g. Su aspecto es muy similar al del búho manchado (Bubo africanus), con un plumaje dorsal pardo manchado con motas de tonos cremas y blanco, vientre blanquecino con franjas (vermiculaciones) grises, pero difiere del búho manchado en que sus ojos son de un color castaño oscuro (no amarillos) y su disco facial está marcado con un círculo castaño alrededor de cada ojo. También es distinto morfológicamente con un cuerpo más esbelto y ligero y patas más cortas. Sobre la cabeza presenta unos penachos emplumados que se asemejan a orejas (sus verdaderas orejas están en los laterales de la cabeza).

## Distribución y hábitat
Se encuentra distribuido por el norte del África subsahariana en una amplia franja desde Senegal y Liberia al oeste hasta Etiopía y Somalia en el este.  Principalmente, habita desiertos, semidesiertos y sabanas con zonas rocosas y con profusión de colinas donde haya arbustos espinosos y árboles dispersos.

## Comportamiento
Es una especie con hábitos nocturnos que pasa la mayor parte del día descansando escondido en refugios que encuentra en huecos entre las rocas de un acantilado, en construcciones humanas o entre las ramas de árboles y arbustos. 
Se alimenta de insectos y otros artrópodos, además de pequeños mamíferos y aves, reptiles y ranas. Su técnica de caza se asemeja a la de otras especies de búhos: se posa en una percha desde donde tiene una amplia visión de los alrededores y allí espera hasta que localiza una presa. También puede cazar al vuelo aves, insectos y murciélagos. 
Sus hábitos reproductivos son parecidos a los de otras especies del género Bubo. La puesta se produce entre noviembre y mayo y se realiza en un nido sencillo en una hondonada en un suelo o en algún hueco entre las rocas. En ocasiones también puede reutilizar nidos de otras especies que encuentren en los árboles. La nidada consiste en dos o tres huevos que incubará la madre mientras el macho le proporcionará el alimento.

## Conservación
Debido a la amplitud de su área de distribución y a que la población se estima que permanece estable, la UICN cataloga a esta especie como de preocupación menor.